# VHF direction finder

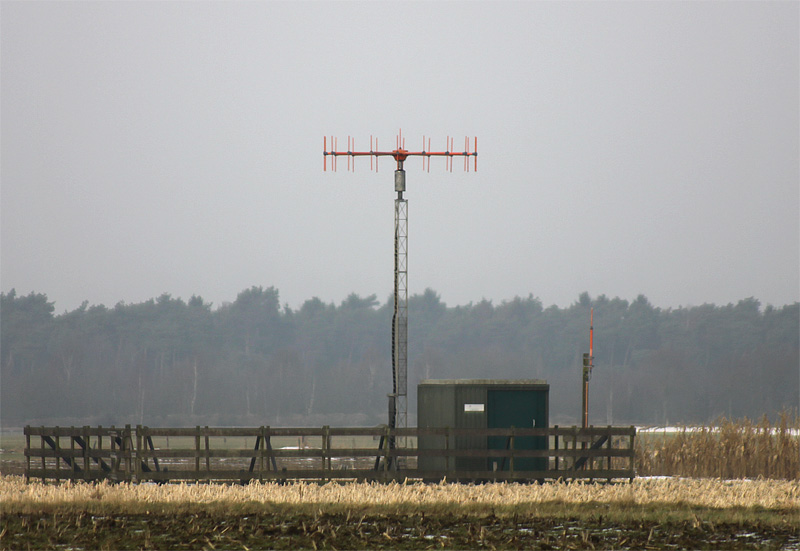
VDF Veldhoven

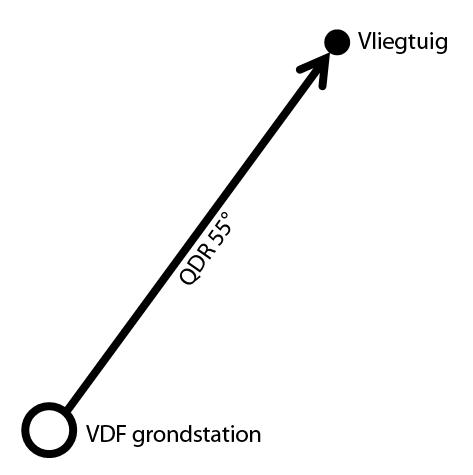
Magnetische grondkoers naar een vliegtuig

Een VHF direction finder (VDF) is een radionavigatie-hulpmiddel voor de luchtvaart. Door uit te zenden op de frequentie van het grondstation, kan door middel van peilklokken de richting naar het zendstation (vliegtuig) gevonden worden. Een VDF wordt in de luchtvaart gebruikt door een luchtverkeersleidingsdienst. Er wordt gebruikgemaakt van de communicatiefrequenties binnen de luchtvaartband: 118-136 MHz.
Door de komst van SSR in combinatie met Mode-S transponders is de noodzaak en daarmee het gebruik van VDF-peilingen sterk verminderd.

## Beschrijving en gebruik
Een VDF wordt gebruikt voor de volgende doelen:
- De locatie van een zendstation bepalen om de juiste steunzender selecteren
- De locatie van een vliegtuig dat verdwaald is bepalen om het verder te begeleiden.

Een koers kan bepaald worden als de piloot van het vliegtuig enige tijd uitzendt op de frequentie van het grondstation. De betreffende luchtverkeersleidingsdienst kan de koers naar het zendende station aflezen op peilklokken. Ook kan de koers geplot worden op een radarscherm. Dit wordt een 'bearing' of QDR genoemd. Er is geen afstandsinformatie beschikbaar; het vliegtuig kan zich op elk willekeurig punt langs deze koers bevinden. In de afbeelding hiernaast bevindt het vliegtuig zich op een koers van 55° vanaf het grondstation.
Een locatie kan bepaald worden door twee of meer peilers tegelijkertijd te gebruiken. Het zendstation bevindt zich op het kruispunt van beide koersen. Dit wordt een 'fix' genoemd.

## Klassen
Er bestaan vier verschillende klassen:
| Klasse   | Afwijking               |
| -------- | ----------------------- |
| Klasse A | Afwijking +/- 2 graden  |
| Klasse B | Afwijking +/- 5 graden  |
| Klasse C | Afwijking +/- 10 graden |
| Klasse D | Afwijking > 10 graden   |

## VDF stations in Nederland
De volgende luchtverkeersleidingseenheden kunnen peilingen verstrekken:
- Schiphol (Tower en Approach)
- Rotterdam (Tower en Approach)
- Eelde (Tower en Approach)
- Beek (Tower en Approach)
- Amsterdam Information
- Amsterdam Radar

De peilers staan op de genoemde vliegvelden en op verschillende plaatsen in Nederland.